# Ivan I. od Lignyja
Ivan (o. 1300. – 17. svibnja 1364.) bio je srednjovjekovni plemić, lord Lignyja, Beauvoira i Roussyja. Bio je sin lorda Walerana II. i njegove žene Guyote de Lille.
1330. Ivan je oženio Alisu Flandrijsku, koja je bila kći Guya Flandrijskog i njegove prve supruge Marije d’Enghien. Alisa je bila dama Richebourga.
Djeca Alise i Ivana:
- Marija,[3] dama Houdenga, žena Henrika, grofa Vaudémonta
- Filipa (? – 1359.), žena Rudolfa de Rainevala
- Ivan, svećenik, lord Roussyja
- Katarina, žena Danijela van Halewijna
- Ivana, žena Guya V. od Saint-Pola
- Guy I. od Lignyja
- Waleran
- Henrik, svećenik
- Ivan, biskup Strasbourga
- Filip[4]

Ivanova je druga žena bila Ivana Bacon, dama Molaya. Čini se da nisu imali djece.